# SJ S1
Die SJ S1  war eine Personenzugtenderlokomotiv-Baureihe der schwedischen Staatsbahnen Statens Järnvägar SJ in der Bauart 1’C2’ h2t.

## Geschichte
Statens Järnvägar übernahmen in den 1940er Jahren zahlreiche Privatbahn-Dampflokomotiven, teilweise als Einzelstücke oder in Kleinserien. Nach dem Zweiten Weltkrieg wurde erkannt, dass die Dampflokomotiven in der Zukunft von Schienenbussen und Diesellokomotiven abgelöst werden würden.
Dennoch wagte es die staatliche Gesellschaft nicht, auf Dampflokomotiven gänzlich zu verzichten. Um dringenden Bedarf zu decken, wurde eine neue Personenzugtenderlok in Auftrag gegeben, die teilweise auf der schon vorhandenen Baureihe BJ Y3 (die späteren SJ S5/S7) mit der Achsfolge 1’C1’h2t basierte, die ab 1915 bis in die 1920er Jahre für die Bergslagernas Järnvägar BJ gebaut wurden.
Ein bedeutender Unterschied war vor allem das zweiachsige Drehgestell unter den nunmehr gegenüber der BJ-Lokomotive vergrößerten Kohlenvorräten.
Von der S1 wurden 1952 und 1953 20 Maschinen als letzte Dampflokomotiven für die SJ beschafft. Die Lokomotiven wurden bei Nydqvist och Holm (NOHAB) gebaut. Das Design war bereits veraltet, aber noch gab es keine zuverlässigen Diesellokomotiven. Die Lokomotiven wurden in Småland, von Ludvika in Nordschweden aus und ab 1960 in Skåne verwendet.
Ein Teil von ihnen wurde von 1963 bis 1971 als Bereitschaftslokomotive geführt. Die meisten von ihnen wurden 1973 ausgemustert und anschließend verschrottet.

## Verbleib
Mehrere dieser Lokomotiven sind bis heute noch vorhanden:
- S1 1914 wurde an Skånska Järnvägar verkauft und ist in Brösarp abgestellt
- S1 1916 der Freunde des Schienenverkehrs Flensburg (FSF) ist bei der Angelner Dampfeisenbahn auf dem Reststück der Schleswiger Kreisbahn zwischen Kappeln und Süderbrarup im Einsatz.
- S1 1921 wurde an Stockholms Ånglokssällskap abgegeben und ist in Eisenbahnmuseum Grängesberg im Einsatz
- S1 1923 wurde an Sveriges Järnvägsmuseum in Gävle abgegeben
- S1 1928 wurde 1973 an die Nene Valley Railway in England verkauft

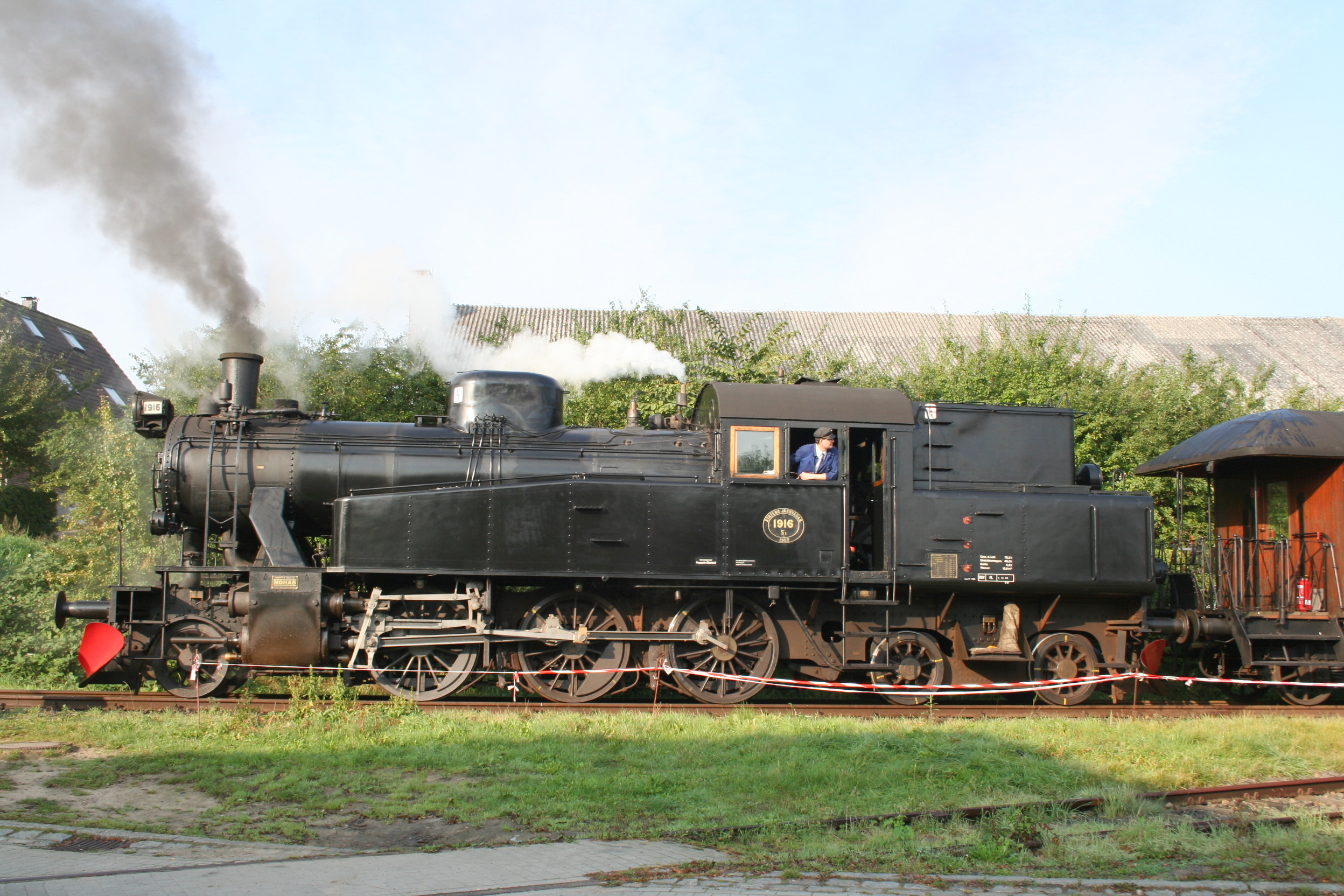
S1 1916 in Kappeln (Oktober 2006)
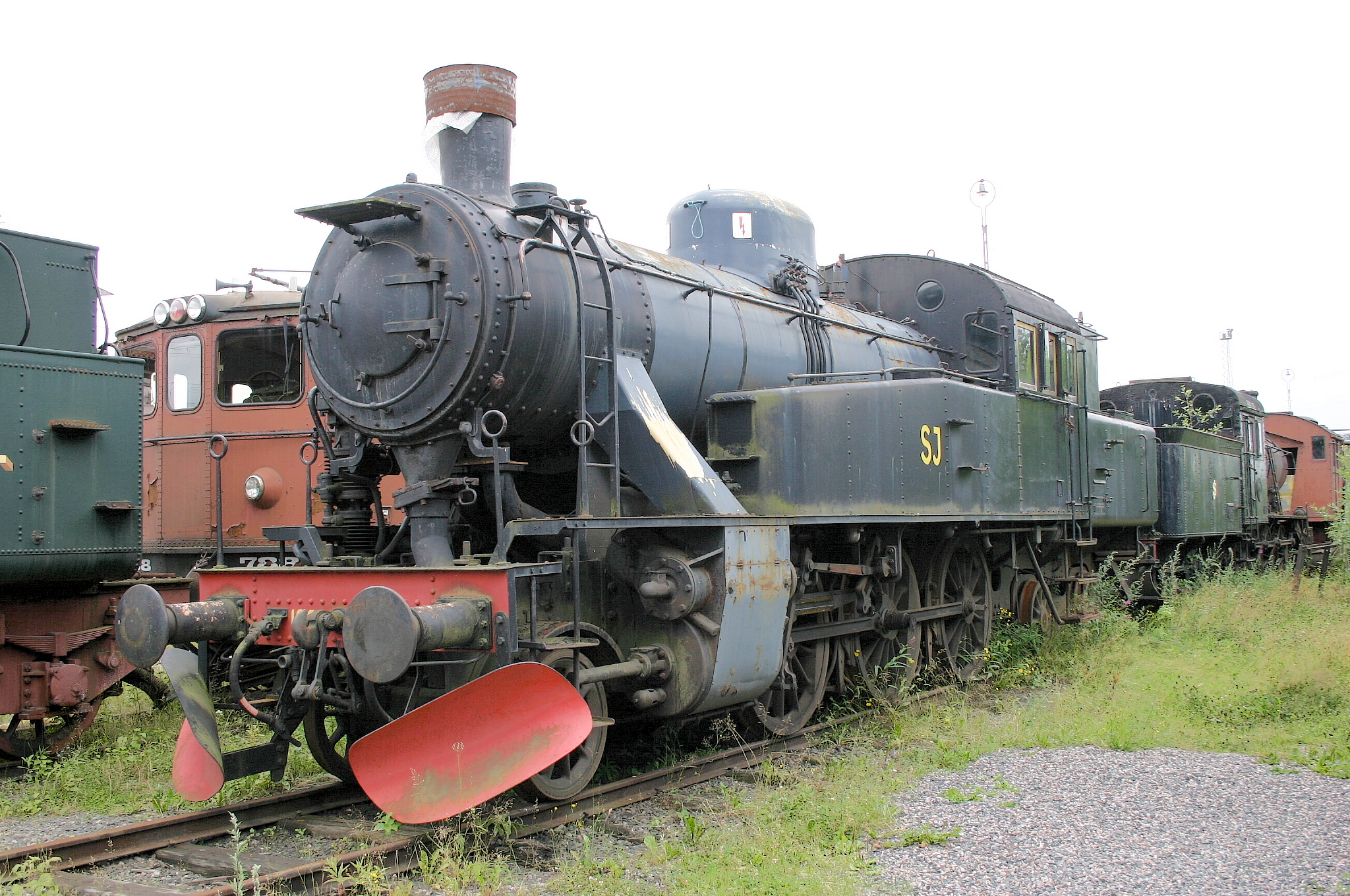
S1 1921 Grängesberg (August 2005)